# Michel Vaucher
Pour les articles homonymes, voir Vaucher.
Michel Vaucher, né le 27 novembre 1936 et mort le 17 novembre 2008, est un alpiniste suisse.
Il a fait de nombreuses courses et premières, dont notamment la première du Dhaulagiri (8 172 m) en 1960. Il a également tourné comme acteur dans des films sur la montagne et écrit un livre sur les Alpes valaisannes.

## Biographie
Michel Vaucher fait ses débuts d'alpiniste en 1955 en passant une année entière en école d'escalade au Salève.

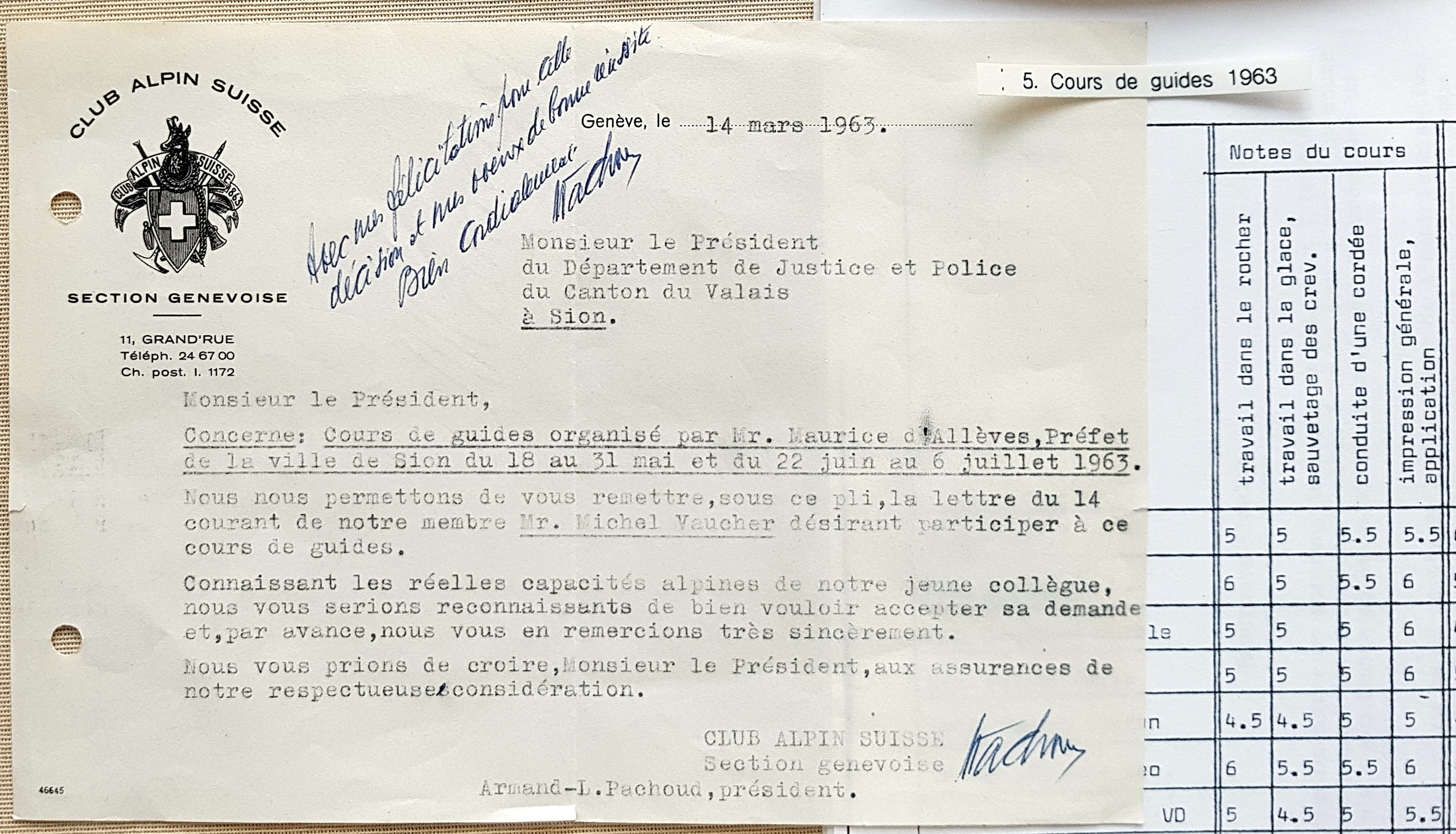
Recommandation du CAS de Genève pour les cours de guide à Sion pour Michel Vaucher, en 1963.

En 1956, il obtient un diplôme de mécanicien sur appareils électriques suivi d'un diplôme d'ingénieur de l'École supérieure technique en 1961. Deux années plus tard, il obtient le diplôme de guide de haute montagne en Valais (suisse) en 1963.
C'est en 1968 qu'il obtient une licence es Sciences Mathématiques à l'Université de Genève, qui lui permettra d'être professeur de mathématique à l'École de commerce, puis au collège Rousseau (Genève) jusqu'en 2001.
En 1979, il écrit un livre, Les Alpes Valaisannes (collection « Les 100 plus belles courses », édition Denoël, édition dirigée par Gaston Rébuffat), traduit dans plusieurs langues dont l'espagnol, l'allemand, et l'italien.
Durant sa vie, Michel Vaucher alterne entre son métier de professeur de mathématiques au Collège Rousseau et sa passion, passant généralement la plupart de ses week-ends à la montagne et ses vacances en tant que guide de montagne pour des clients.
En dehors des grandes courses citées ci-dessous, il a effectué environ un millier de courses plus classiques dans les Alpes ou les Dolomites, comme plusieurs hautes routes à ski ou des traversées à ski de fond.
Michel Vaucher a connu une retraite très active et n'a cessé d'entretenir de forts liens avec les milieux alpins (il a également beaucoup pratiqué la spéléologie durant cette période).
Dans la vie privée, Michel Vaucher a été marié à Yvette Vaucher puis a eu une seconde union avec Krista Vaucher avec laquelle il a eu deux enfants : Philippe et Olivier.
Michel Vaucher a vécu dans la commune de Lancy lorsqu'il était enfant, puis les trente dernières années de sa vie. En 2018, l'association Lancy d'Autrefois, pour célébrer le 10e anniversaire de sa disparition, organise une exposition en son honneur à l'Arcade du Vieux Lancy. Entièrement réalisée par son fils Olivier, elle rassemble des documents et des objets inédits tirés des archives familiales, dont certains sont reproduits sur cette page.

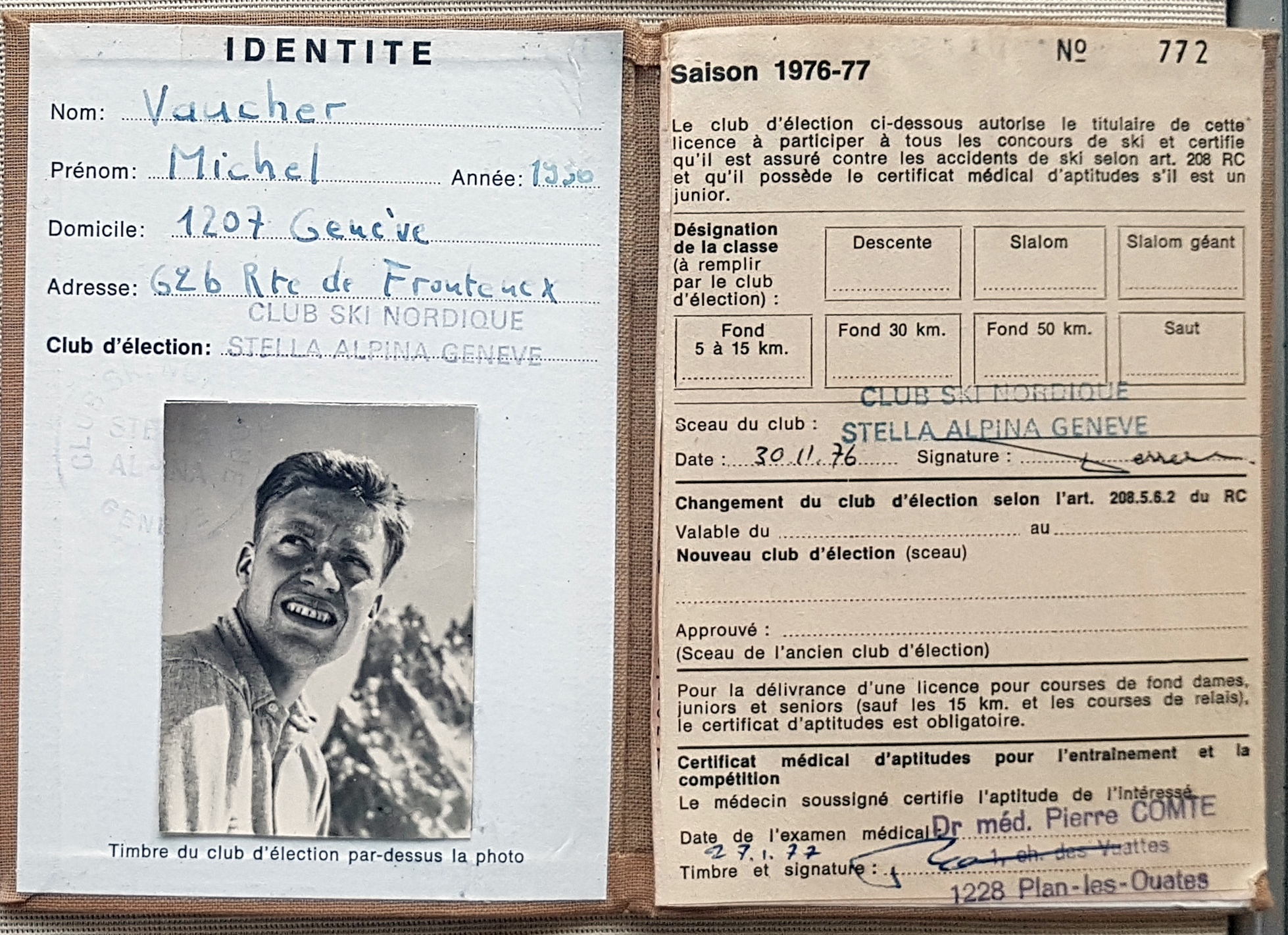
Carte de ski nordique en 1976-1977.
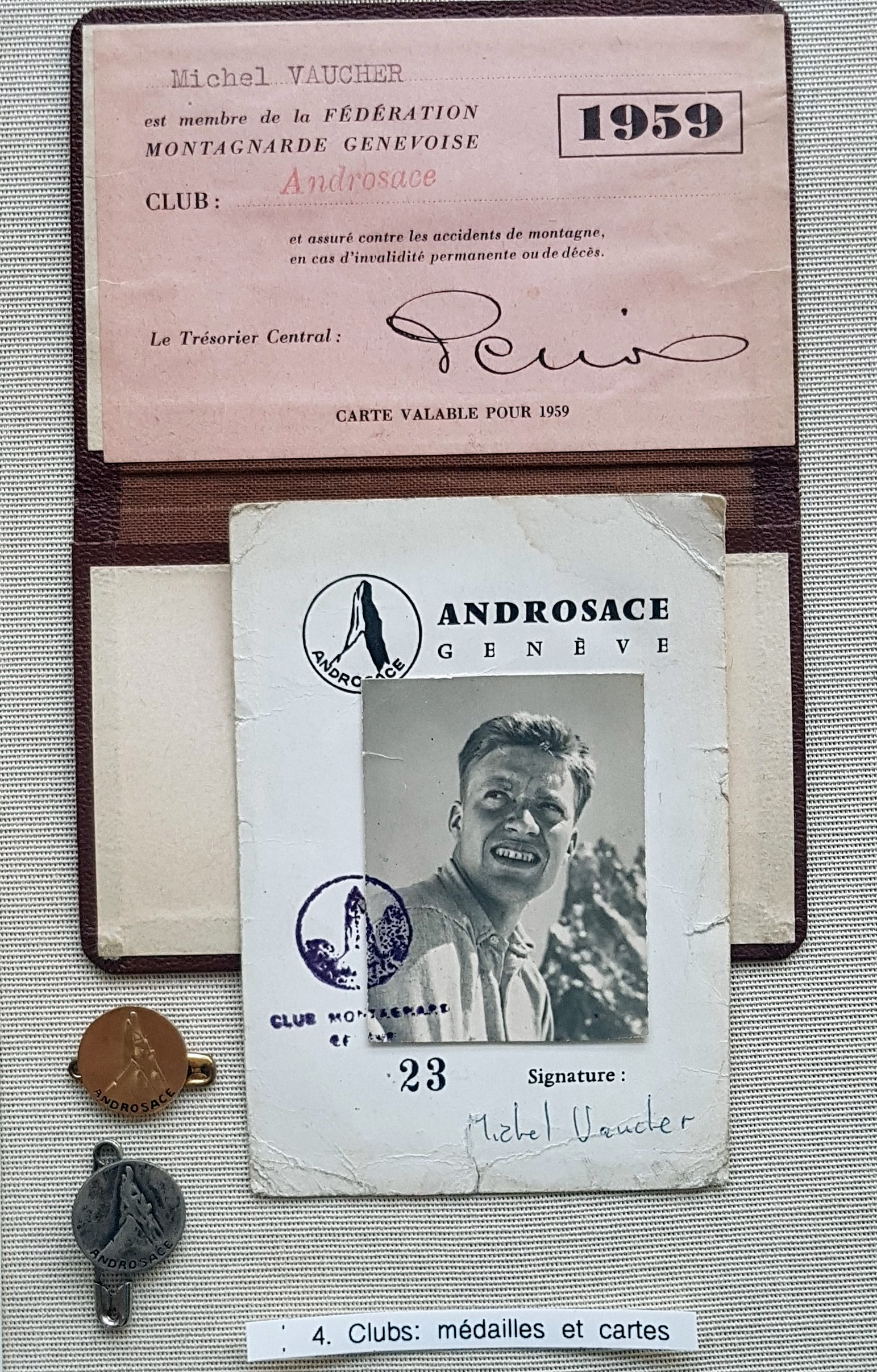
Médailles et carte de l'association Androsace.
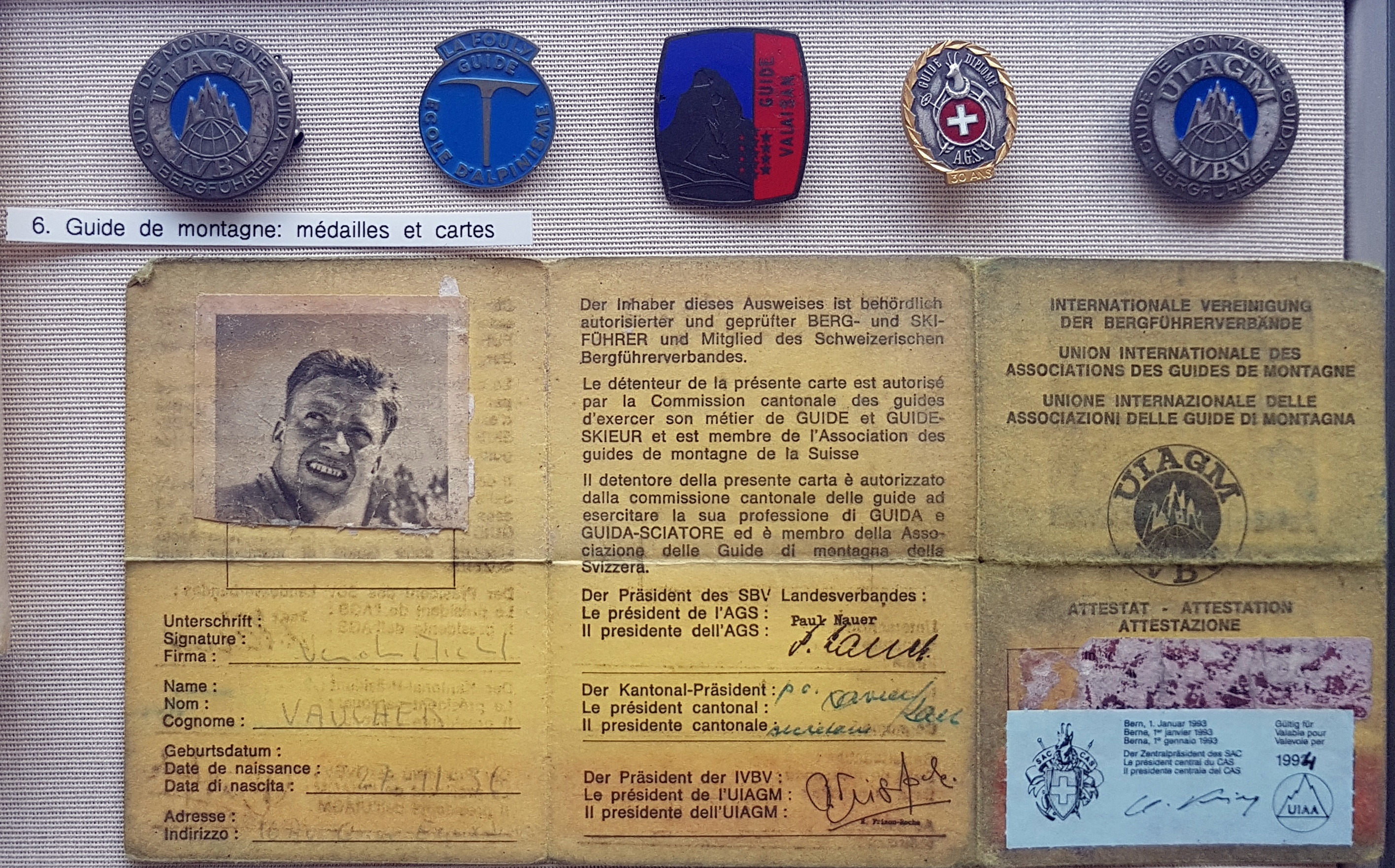
Médailles et carte de guide de montagne.
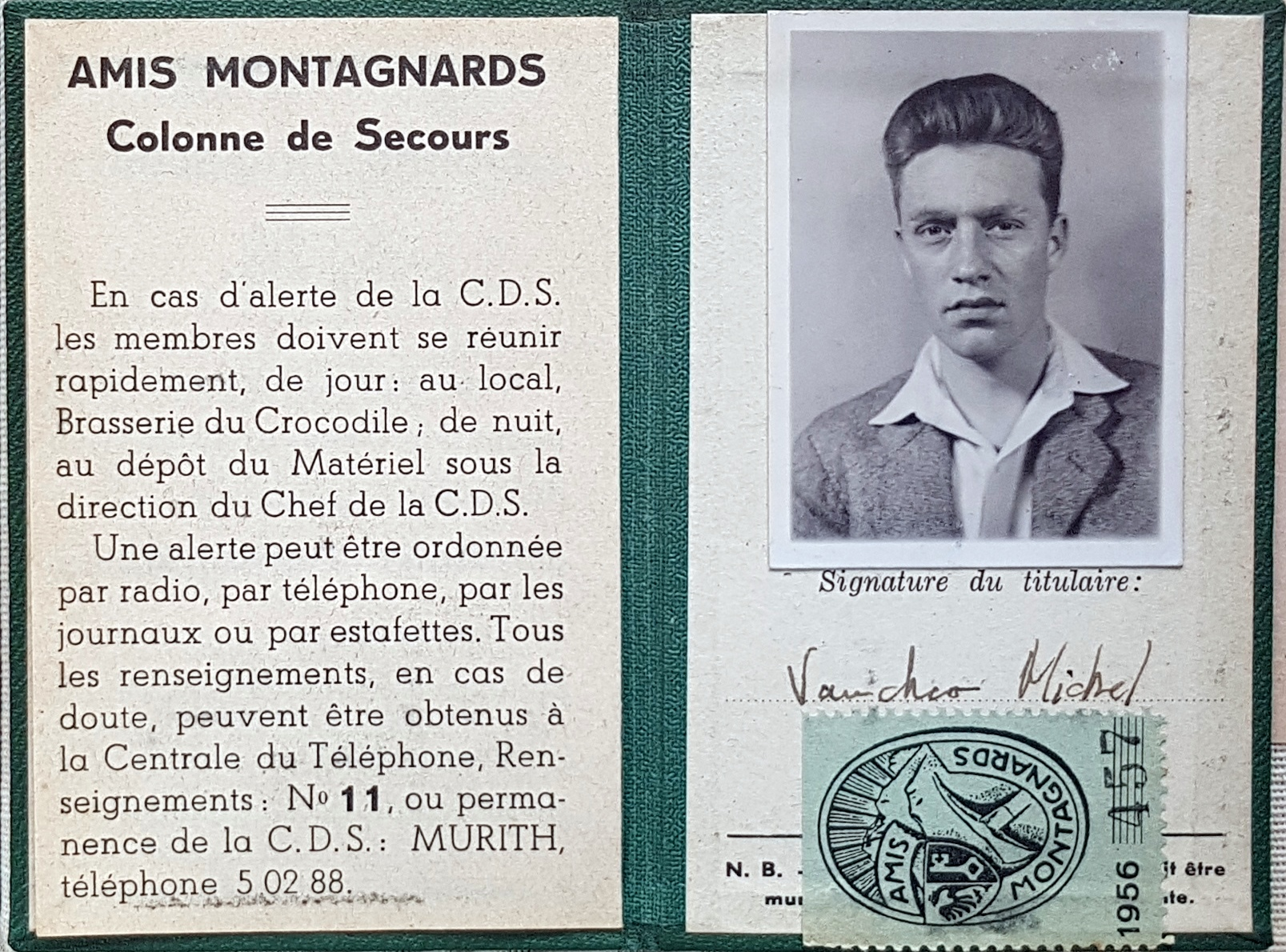
Carte de colonne de secours de 1956.
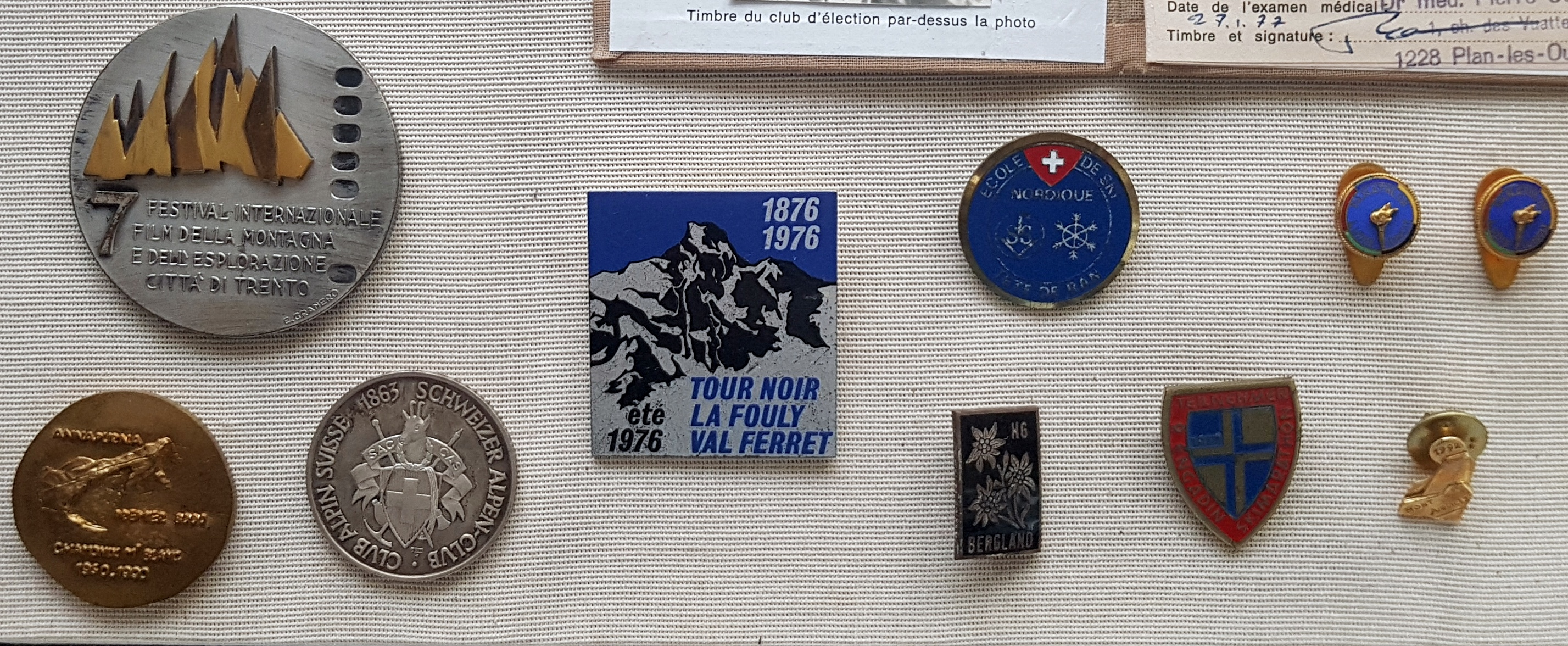
Diverses médailles.

## Films
- 1958 Les Étoiles de midi, de Marcel Ichac avec Lionel Terray.
- 1959 Le Pilier de la Solitude tourné par Pierre Tairraz et Hélène Dassonville sur le pilier Bonatti des Drus.
- 1960 Erfolg am Dhaulagiri de Norman Dyhrenfurth (expédition de Max Eiselin).
- 1965 Le Petit Clocher du Portalet de Michel Darbellay.
- 1972 Le Nyiragongo, filmé lors d'une expédition d'Haroun Tazieff.
- 2004 Le Clocher du Portalet de Pierre-Antoine Hiroz.

## Courses

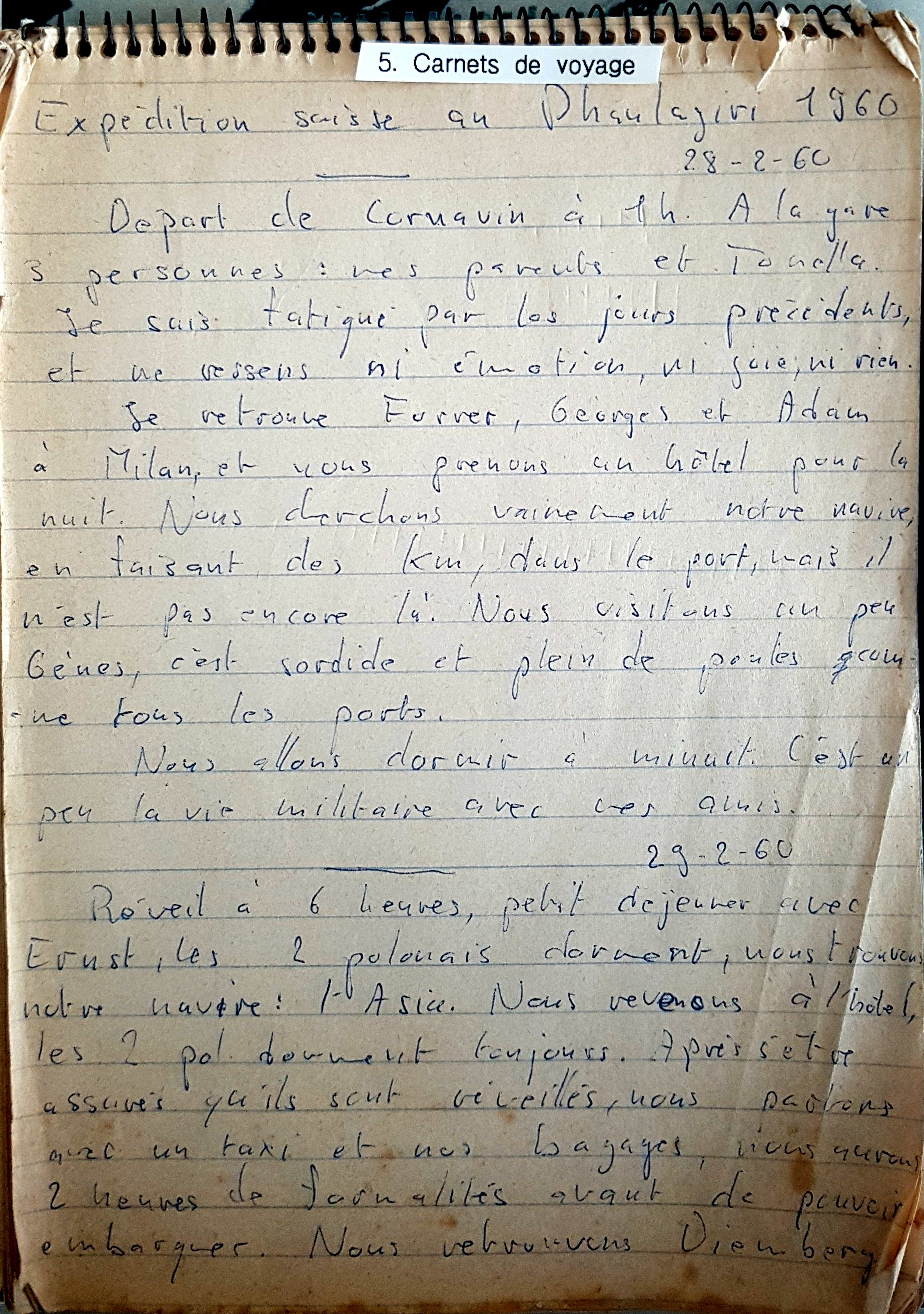
Première page du carnet de voyage de l'expédition de 1960 au Dhaulagiri, le 28 mai 1960.

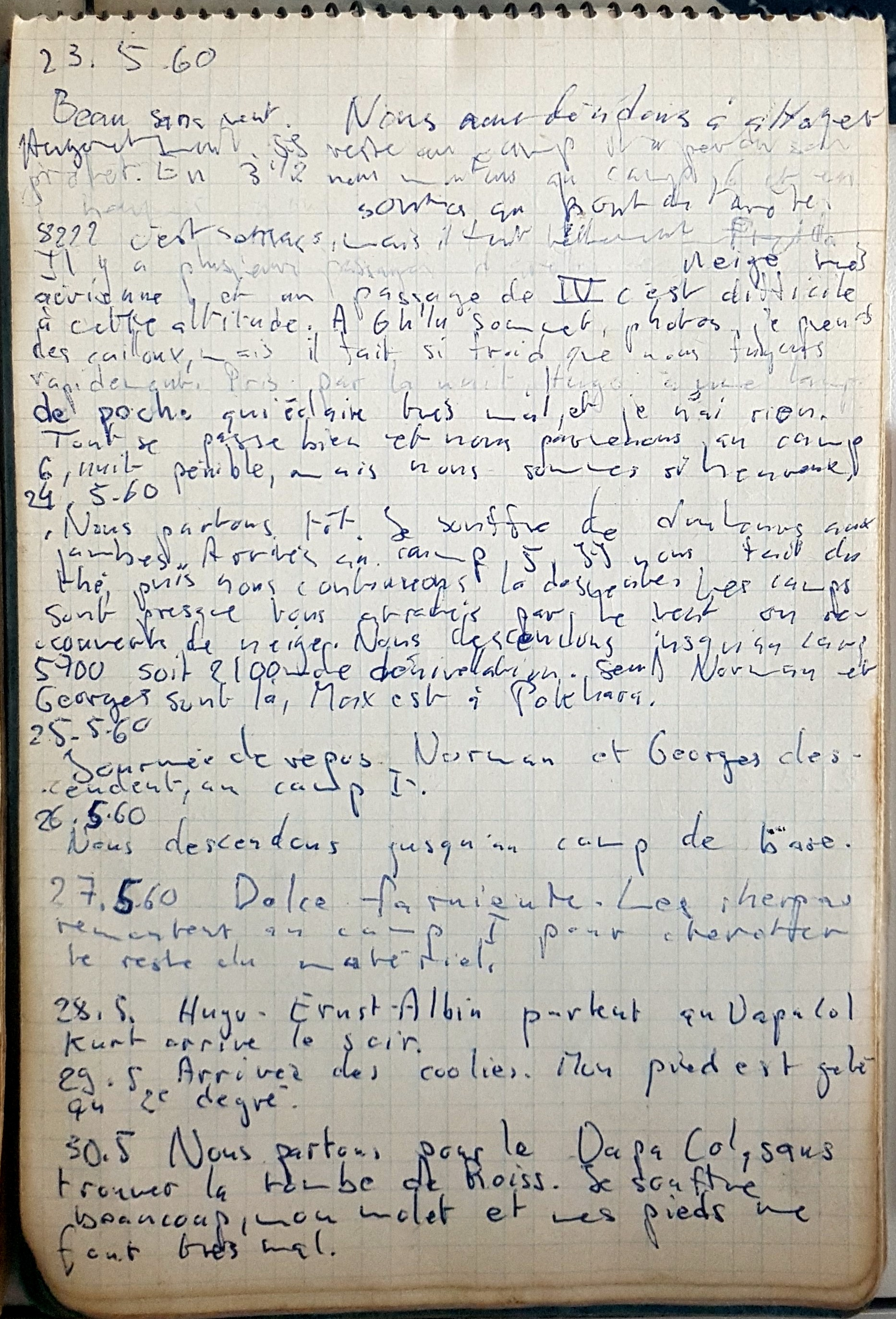
Carnet de voyage de l'expédition de 1960 au Dhaulagiri, le 23 mai 1960.

- 1956 Grand Capucin face E, première sans bivouac.
- 1956 Cima Grande di Lavaredo face N.
- 1957 Aiguille du Midi face S, première hivernale.
- 1957 Pointe de Frébouze, première de la face NW.
- 1957 Aiguille Noire de Peuterey, arête S en solitaire en 4h30.
- 1957 Aiguille du Peigne, première de l'arête SW.
- 1958 Grand Capucin, face Est en 10 h et 6 h avec René Desmaison.
- 1958 Petit Clocher du Portalet, première de la face E.
- 1958 Piz Badile, face NE.
- 1958 Grandes Jorasses, éperon Walker, voie Cassin.
- 1958 Dolomites, Torre Venezia : spigolo Endrich et voie Tissi en solitaire.
- 1958 Cima della Busazza, voie Gilberti-Gastiglione en solitaire. Torre Trieste, voie Carlesso avec Georges Livanos.
- 1959 Aiguille des Drus, 3 voies : pilier Bonatti puis face W sans bivouac avec Herbert Raditschnig et enfin face N.
- 1959 Pointe d'Ayère, première du Grand dièdre avec Pierre Julien, Yves Pollet-Villard et Hugo Weber.
- 1959 Cima Grande di Lavaredo, face N, directissime Brandler.
- 1960 Dhaulagiri 8172 m, Himalaya, première ascension, le 23 mai 1960.
- 1960 Cima Ovest di Lavaredo, directe italo-suisse avec La Farine (Jacques Batkin).
- 1961 Pilier N des Fiz, première ascension.
- 1961 Cima Ovest di Lavaredo, directe française.
- 1961 Roda di Vael, voie Maestri.
- 1962 Les Drus, face N.
- 1964 Hoggar, expédition avec voie nouvelle à la Daouda.
- 1964 Petites Jorasses, face W.
- 1964 Grandes Jorasses, Pointe Whymper, face N, première ascension du 6-10 août en compagnie de Walter Bonatti[9].
- 1965 Cervin, face N avec sa première épouse Yvette Vaucher qui devient ainsi la première femme à réaliser la face N du Cervin.
- 1965 Civetta, voie Livanos à la Su Alto.
- 1966 Dent Blanche, face N, première de la voie directe.
- 1967 Les Drus, pilier Bonatti avec client.
- 1967 Civetta, dièdre Philipp-Flamm.
- 1967 Grépillons, face N, première à la pointe Centrale.
- 1969 Grandes Jorasses, voie Cassin avec client.
- 1971 Aiguille de Triolet, face N.
- 1971 Aiguille Noire de Peuterey, face W avec client.
- 1972 Volcan Nyiragongo, participation à l'expédition de Haroun Tazieff (Zaïre).
- 1973 Pointe Gugliermina, voie Gervasutti-Boccalate.
- 1973 Monte Agnèr, spigolo.
- 1973 Mont Blanc, pilier du Fréney.
- 1973 Wetterhorn, pilier S.
- 1974 Pointe des Grépillons, première ascension.
- 1974 Mont Blanc, Grand Pilier d'Angle
- 1975 Eiger, face N avec client.
- 1975 Aiguille du Fou, face S.
- 1979 Hoggar, expédition, voie nouvelle dans la face N de l'Ilamane (Algérie).
- 1979 Aiguille du Plan, face E, première avec Gaston Rébuffat.
- 1989 Mont Ruwenzori 5119 m (Zaïre).
- 1992 Hoggar, Garet el Djenoun (Algérie).
- 1992 Parmelan, traversées de la Merveilleuse et des 3 Bétas (spéléologie).
- 2002 Kilimandjaro 5 892 m (Tanzanie).
- 2002 Pic Gockyo 5 500 m (Népal).
- 2003 Volcan Erta Ale, Dallol, désert Danakil (Éthiopie).
- 2006 Volcan Erta Ale, lac de lave (Éthiopie).
- 2008 Volcans Mauna Loa et Mauna Kea, expédition spéléologique (Hawaï).

Quelques documents de l'expédition Himalaya de 1971
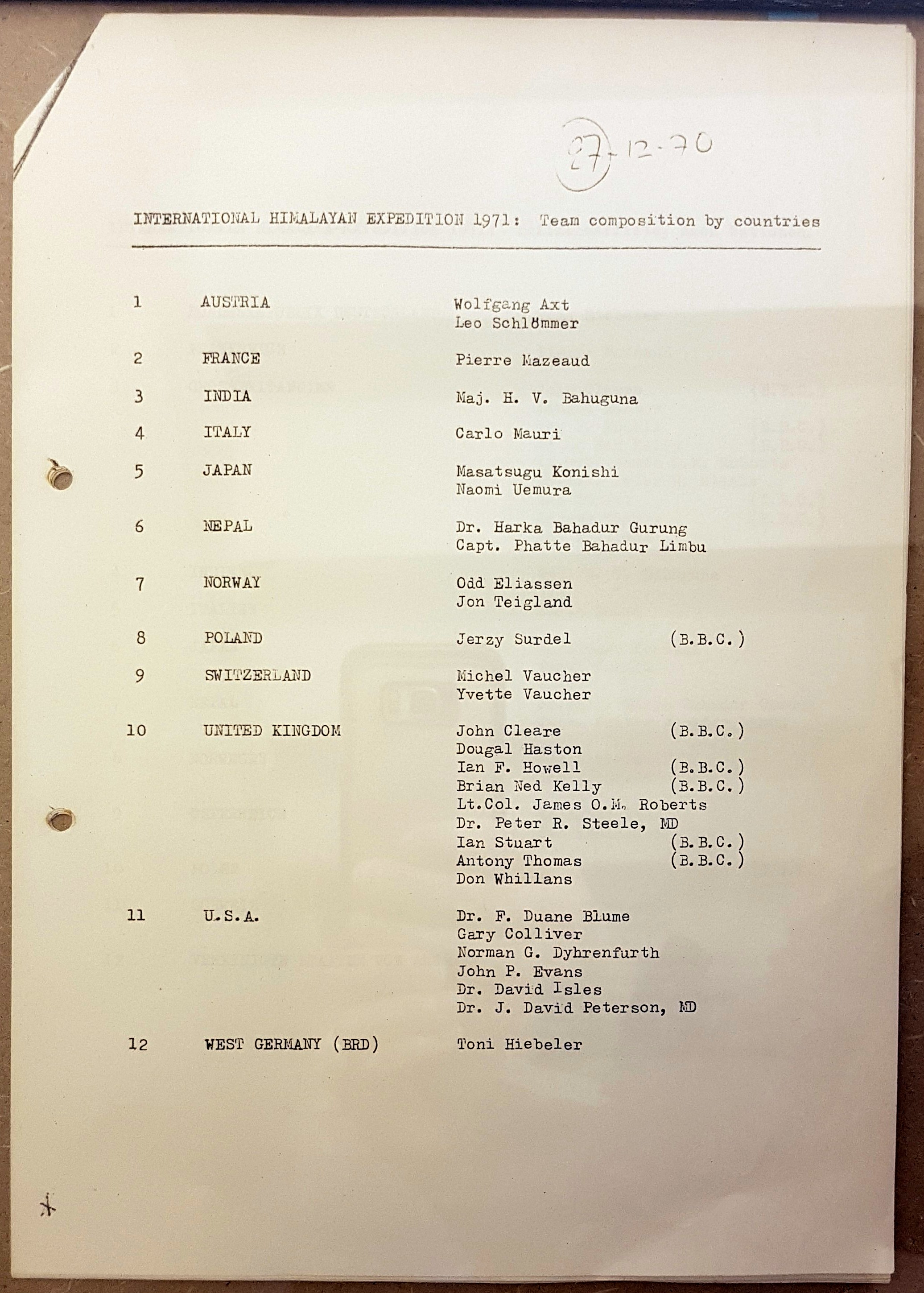
Liste des membres de l'expédition.
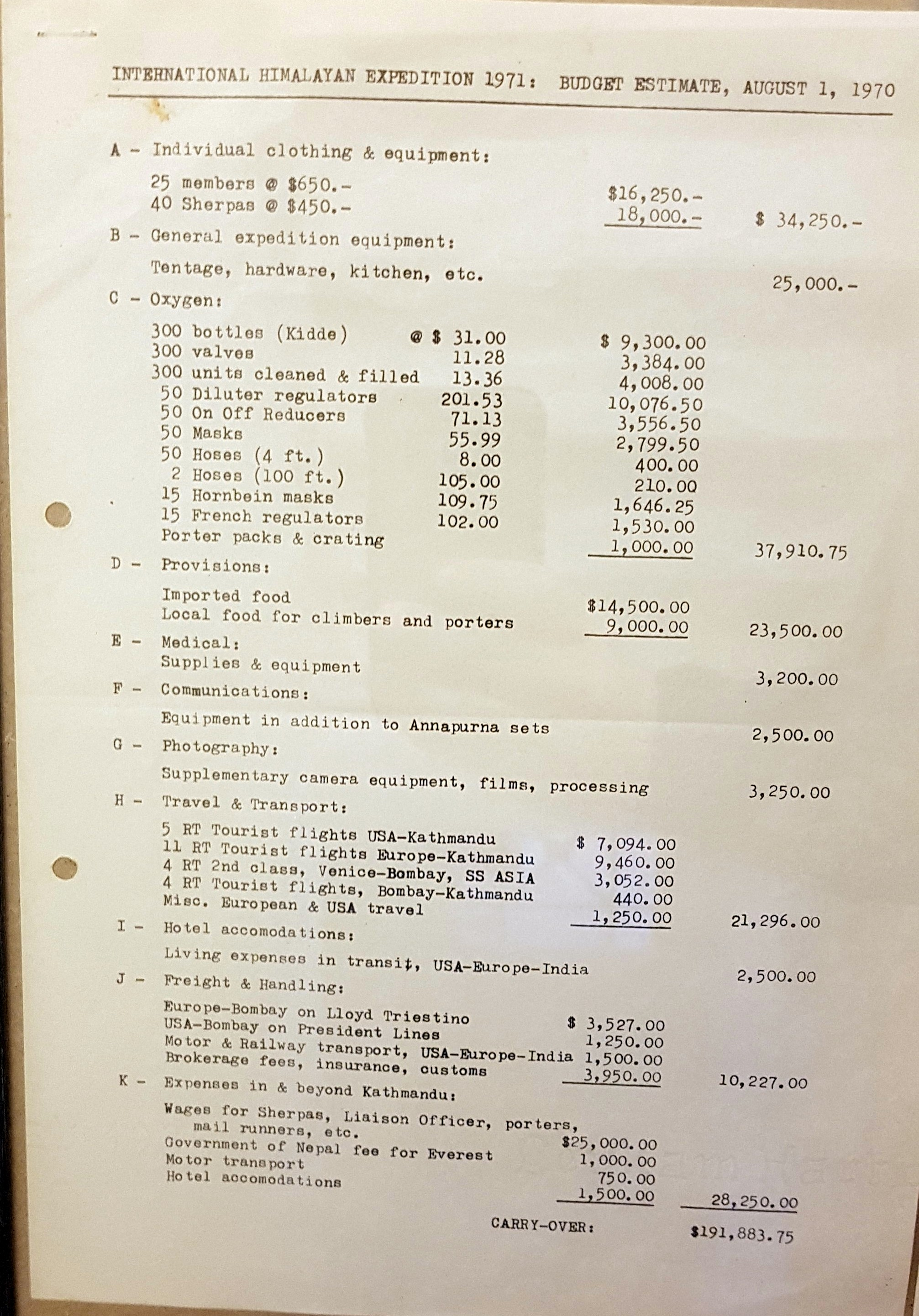
Budget de l'expédition.
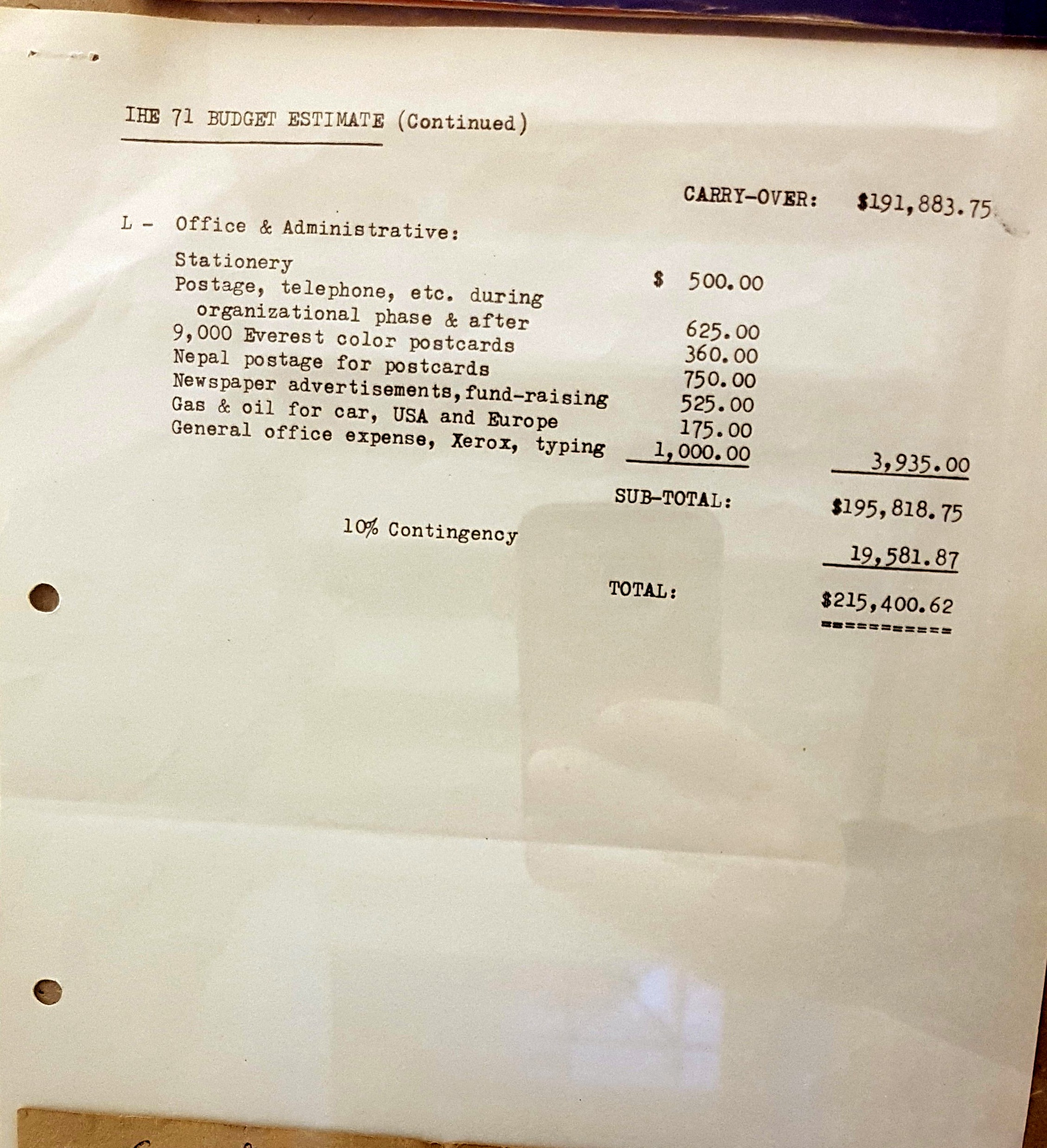
Budget de l'expédition.
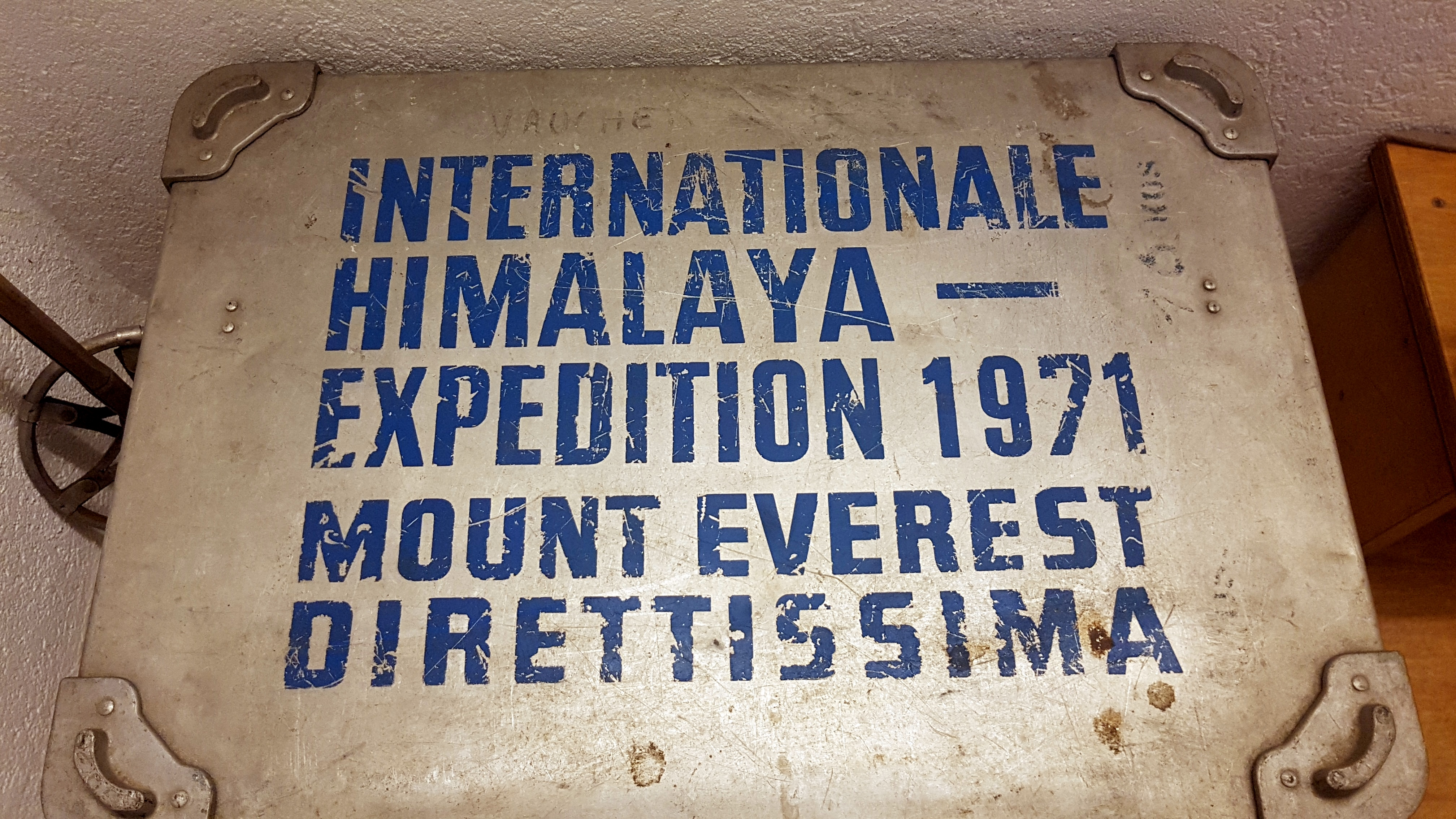
Malle de l'expédition.
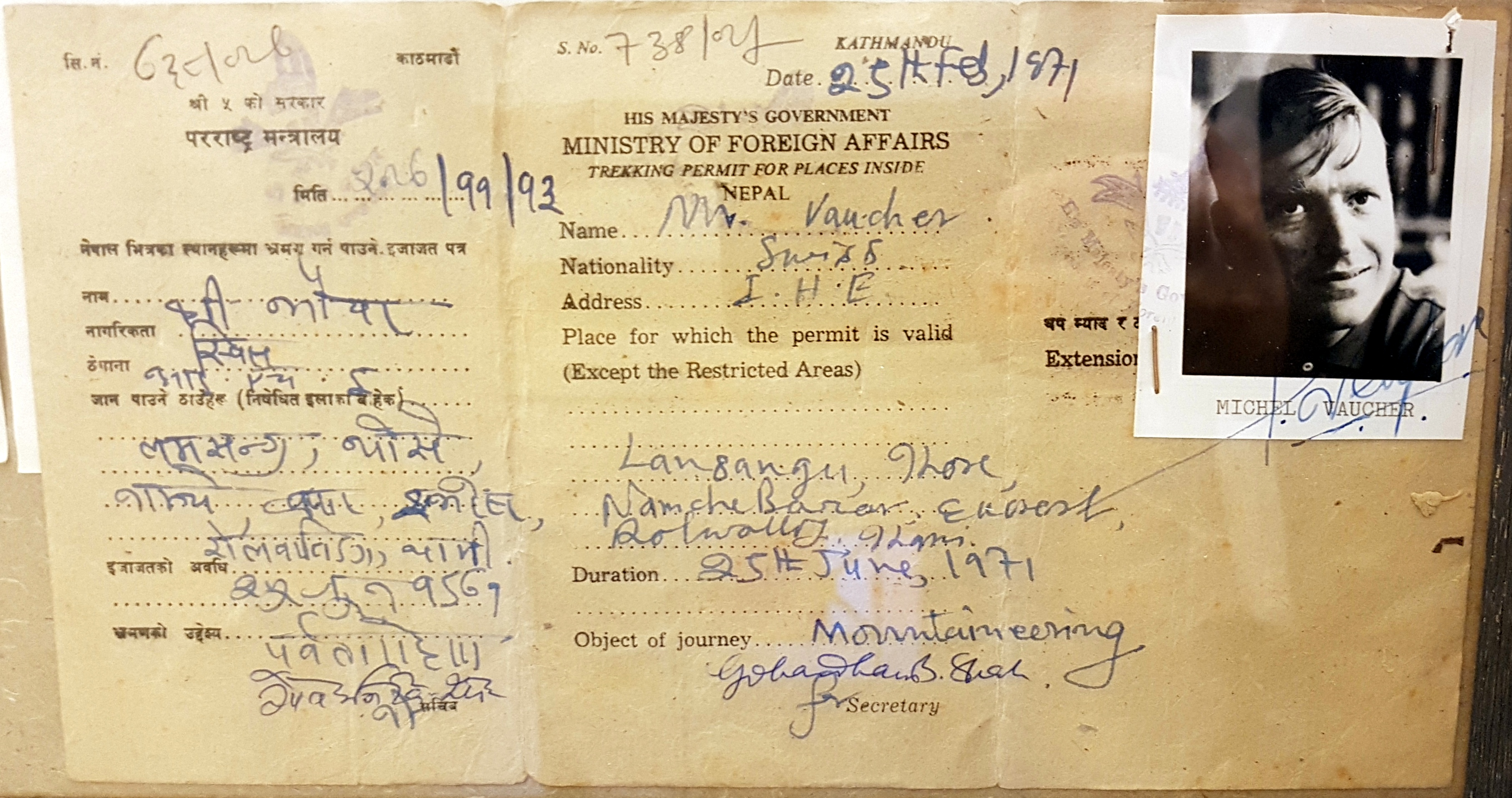
Carte d'accès au Népal de Michel Vaucher pour l'expédition.

## Vidéos
- Émission L'appel de la montagne à la télévision suisse romande
- Film sur l'expédition du Dhaulagiri
- Film Le Pilier de la Solitude sur Walter Bonatti